# Émetteur de Lafayette
Pour les articles homonymes, voir Lafayette.
L'Émetteur de Lafayette était un grand émetteur pour les transmissions transatlantiques inauguré en 1920 à Marcheprime (Gironde) en France. L'émetteur de Lafayette utilise une antenne portée par 8 tours. Ces tours étaient les secondes tours autoportantes les plus hautes de France.
En 1944 la station fut détruite par l'armée allemande. Les tours furent démolies entre 1944 et 1953.
À l'origine, l'émetteur de Lafayette utilisait pour l'émission un émetteur radio à détonation de 1 MW, une adaptation de l'émetteur à arc à onde entretenue et à soufflage électro-magnétique ainsi qu'une antenne en nappe soutenue par huit tours indépendantes, tours en treillis d'acier de section triangulaire, organisée en deux rangées parallèles de quatre pylônes espacées de 400 mètres représentant une longueur totale de 1200 mètres. Ces tours étaient à l'époque les plus hautes tours indépendantes d'Europe (250 m), après la Tour Eiffel.
À son époque, cette installation était la plus puissante au monde.

## La station Radio Bordeaux Lafayette

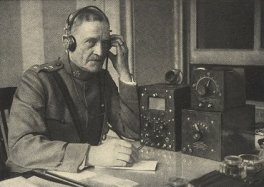
Le Général Pershing en 1922.

Dès la déclaration de guerre en août 1914, les liaisons téléphoniques par câbles sous-marins sont coupées par l'action des sous-marins ennemis, il devient alors indispensable pour des besoins de guerre, de mettre en place des solutions de remplacements et la radio-télégraphie qui est en plein développement vient à point pour combler le manque de liaisons terrestres. Les américains entrent en guerre en 1917. Le Général Pershing commande le corps expéditionnaire américain. Un canal de communication sûre et permanent entre l'Europe et les États-Unis doit être rendu opérationnel rapidement. Une nouvelle station de radiotélégraphie est étudiée à l'initiative du Général Pershing en vue de permettre des communications fiables et ininterrompues entre les forces armées américaines engagées en France et les États-Unis.
Une délégation française se rend aux États-Unis pour rencontrer les autorités américaines et le 4 octobre 1917 un accord de construction d'une nouvelle station, en France, est signé,.
La délégation française propose le site de Croix d'Hins près de Bordeaux. Ce site est accepté par la commission inter-alliés chargée du dossier car il présente de nombreux avantages :
- il est loin des zones de combats

- il est près du port de Bordeaux et hors d'une zone urbaine (forêt landaise),

- il peut être raccordé au réseau ferroviaire,

- il peut être alimenté en courant depuis les barrages hydroélectriques sur la Dordogne et en particulier le barrage de Tuilière en amont de Bergerac

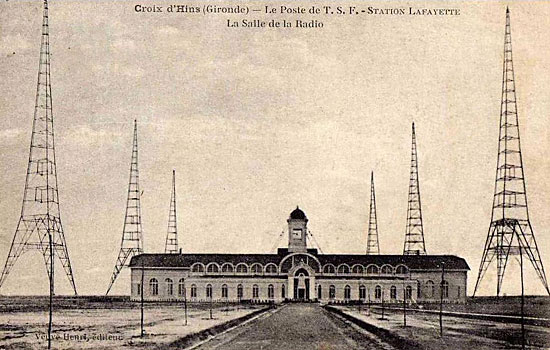
Vue générale de la station télégraphique de Bordeaux-Lafayette.

Enfin, compte tenu de la position du continent nord-américain, il était préférable de choisir un lieu près de la côte Ouest de la France. Les 486 hectares sur le site de l’aérodrome de la Croix-d’Hins sont acquis rapidement pour la construction de la station. Le chantier démarre le 7 mars 1918. Il faut construire non seulement les antennes et l'émetteur à forte puissance, mais aussi des bâtiments techniques, un château d'eau, un atelier, un réfectoire, les logements pour le personnel et même une école. Un raccordement ferroviaire est fait en gare de Croix-d'Hins, afin d'acheminer les pièces lourdes depuis le port de Bordeaux. La voie ferrée passera entre les pylônes et pénètrera jusque dans le bâtiment principal.

« Le plan des installations est confié au colonel Ferrié, dans le cadre de la Radiotélégraphie Militaire Française. Ses services sont chargés de définir le projet technique; la construction des fondations pour les pylônes, ainsi que la construction des bâtiments et de la ligne d'alimentation électrique est confiée aux soldats du génie. La marine américaine a la charge de fournir l'émetteur et les pylônes. »

— Daniel Maignan, Histoire de l'émetteur de Radio La Fayette
750 marines sont envoyés en France pour le montage du matériel et l'élévation des pylônes d'antenne qui commencera en mai 1918 au moyen d'une grue de 60 tonnes,,. La fin de la guerre le 11 novembre 1918 voit un arrêt des travaux alors que seulement 6 des 8 pylônes sont construits. Des discussions franco-américaines reprennent début 1919 et un nouvel agrément est signé en février 1919. Les derniers pylônes sont mis en place, l'installation générale terminée et les essais de réception achevés en avril 1920. Le premier message est transmis le 21 août 1920. L’inauguration officielle a lieu le 16 décembre de cette même année.
La station diffuse aussi des signaux horaires scientifiques rythmés et URSI (Union radio-scientifique internationale) sur 23450 mètres, des télégrammes sismologiques, ainsi que les communiqués de presse à l’intention des ambassades et des agences de presse. Par contre, les liaisons lointaines avec l’Amérique du Sud et l’Extrême Orient s’avèrent assez aléatoires et fortement soumises aux conditions de propagation.
En 1922, le site est affecté par décret officiel au sous-secrétariat des PTT, en remplacement du Ministère de la Guerre.
L’émetteur de Lafayette permet de communiquer avec l’Algérie, le Maroc, la Tunisie et le Portugal, et plus tard avec les colonies françaises et le reste du monde.
En 1922, les premières stations radiophoniques naissent à Paris.
En 1923 et en souvenir de l'amitié franco-américaine, la station radiotélégraphique de la Croix-d’Hins portera le nom de « Radio Bordeaux Lafayette ».
En 1924, la station  est renommée « Bordeaux-La Fayette-PTT ».
En 1927, le poste diffuse un programme quotidien d'informations et de musique, qui provoque des interférences sur le territoire français.

### Caractéristiques techniques de la station
« On termine la construction et l’équipement des huit pylônes qui supportent une antenne en nappe de 20 fils parallèles d’une largeur de 400 m sur 1 200 m de longueur. Une terre artificielle de surface équivalente constituée de fils de cuivre est enfouie dans le sol, entre les pylônes. [...]  

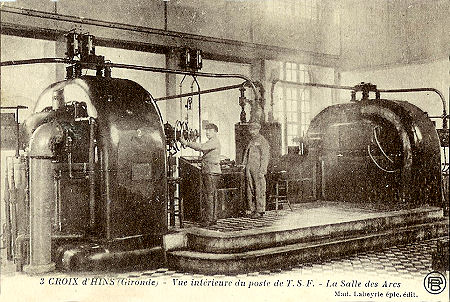
Vue intérieure de la salle des arcs.

Le premier émetteur à arcs, réalisé par Fédéral Telegraph Co.,, émet sur des longueurs d’onde proches de 24 000m,.
La station envoie son premier télégramme le 20 août 1920, à 14 heures : « Secretary of the Navy, Washington. This is the first wireless message to be heard around the world and marks milestone of the road of scientific achievement. La Fayette radio station. » »

— La station Radio Bordeaux Lafayette,
16 juillet 2020

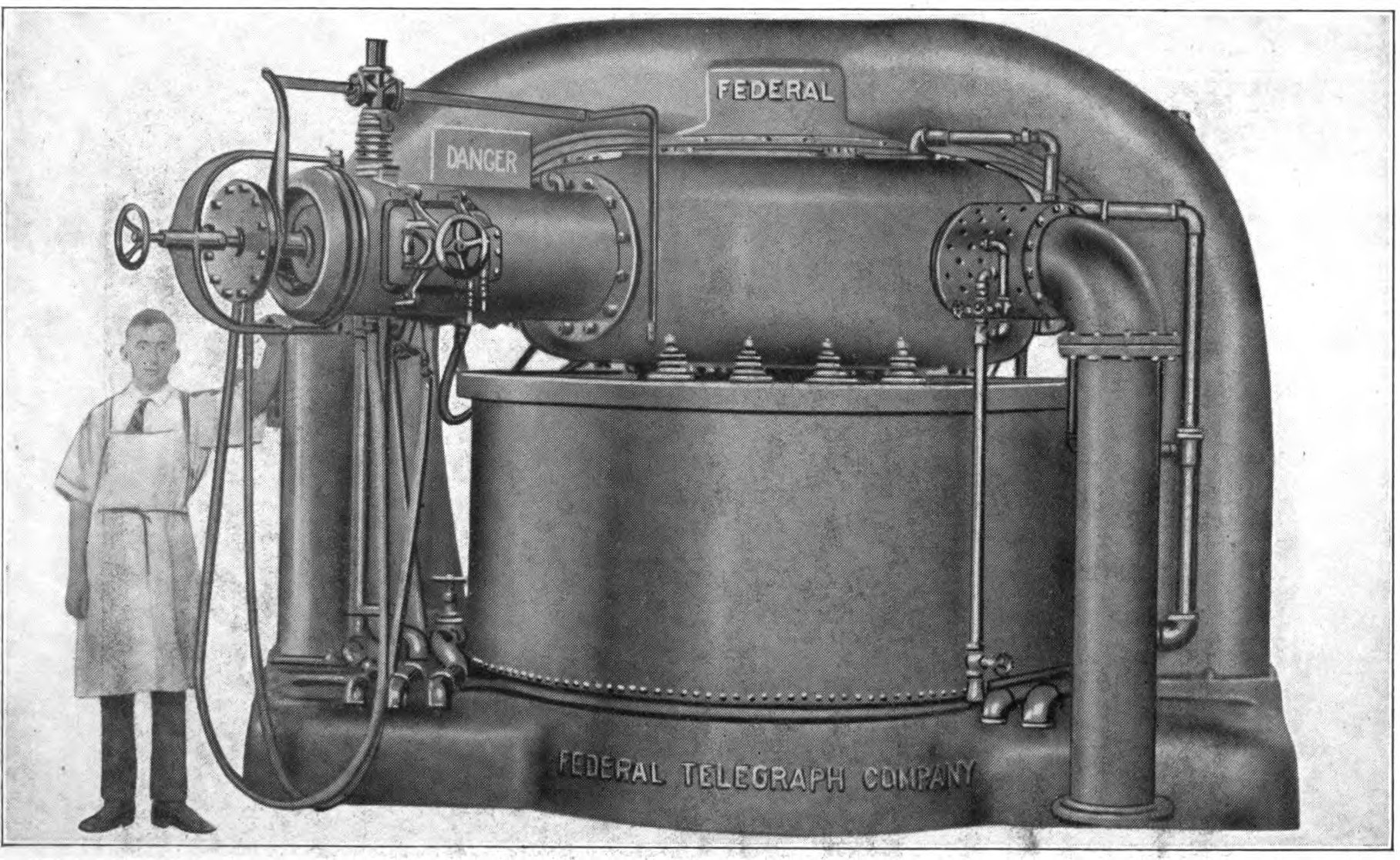
Un homme pouvait pénétrer dans l'imposant émetteur à arc de Lafayette pour effectuer le ramonage des suies produites par l'arc consommant la cathode de carbone.

La moitié de l'énergie consommée  par l'émetteur à arc de 1MW étant perdue en chaleur, il était nécessaire d’aménager un circuit de refroidissement et un puits permettant à l’eau de refroidir. L'arc était obtenu sous une tension de 1250 V et un courant de 800 A dans un circuit électromagnétique de 80 tonnes qui permet de communiquer de contrôler le courant de l'arc (soufflage magnétique) et qui pouvait produire une induction électromagnétique de 17000 gauss. L'anode de l'éclateur était en cuivre refroidie par eau et la cathode en carbone était changée chaque jour. Le champ magnétique à proximité de l'émetteur était tel que les montres des visiteurs étaient très souvent endommagées. L’arc de l'émetteur est contrôlé par un système de soufflage magnétique selon l’effet Laplace-Lorentz dans une atmosphère de vapeurs d'alcool et de pétrole facilitant la production de l'arc. Un champ magnétique très important appliqué perpendiculairement à l’axe des électrodes produit une incurvation de l’arc qui tend vers la coupure. Dès que le champ magnétique disparaît l’arc se rétablit automatiquement grâce à la forte ionisation du milieu. La fréquence du courant d’arc est proportionnelle à l’intensité du champ magnétique : plus le champ est important, plus la coupure de l’arc se produit rapidement. Ce type d'émetteur fonctionne par déplacement de fréquence (f1, f2) au lieu d'une modulation tout ou rien au rythme du code Morse car l’établissement de l’arc n’est pas instantané. Ce type de modulation de fréquence génère une importante pollution fréquentielle qui se ressent dans toute la France qui provoquera l'arrêt de cette technologie.
La station disposait de deux émetteurs à arc, dont un en secours.
La nappe de fils, qui constitue l'antenne en nappe (antenne capacitive accordée), comporte 20 fils horizontaux qui se réunissent sur la self d'accord du circuit rayonnant. Cette nappe immense couvre une aire aérienne rayonnante de 46 hectares. Une terre de surface équivalente constituée de fils de cuivre (plan de masse) était enfouie dans le sol entre les pylônes. La descente d'antenne comportait 10 fils qui venaient se resserrer à la base en un toron qui pénétrait dans la tour carrée du bâtiment principal à travers une fenêtre de verre. La self d'accord d’antenne mesurait  6m de haut et 6m de diamètre avec un fil de cuivre de 10 cm de diamètre, avec sept prises intermédiaires sélectionnables par un commutateur, permettant d'émettre sur une des sept longueurs disponibles. La résistance électrique de l'antenne était de l'ordre de 1 à 2 ohms. Dans ces conditions, la puissance rayonnée de l'ordre de 500 KW devait conduire à des courants dans les fils de l'ordre de 700 ampères. La nature du sol assez mauvaise au niveau du site (sol sablonneux et humide) avait posé quelques problèmes pour la mise en place des fondations des pieds des pylônes. Un système original d'ancrage a été étudié par les services des Ponts et Chaussées (invention de M. H. de la NOE). Il fut testé et mis en place avec succès de façon à assurer une bonne stabilité de ces ouvrages de grande hauteur.
Une installation frère du même type sera construite à Arlington près de Washington.
En 1923, l’émetteur à arc est remplacé par des alternateurs haute fréquence de 500 kW système SFR (brevet Béthenod-Latour, constructeur SACM), disposant d'un rendement proche de 90 %, plus fiable et moins énergivore, du type de ceux de la station de Sainte-Assise en Seine et Marne. Le poste prend l'indicatif de FYL. La puissance de la machine de 500 kW permet une amélioration considérable du rendement et de la qualité des ondes émises par rapport aux anciens émetteurs à étincelles (réduction de la bande passante et des harmoniques). La station peut passer de l'ère de la télégraphie à l'ère de la téléphonie et s’équipe pour les nouveaux programmes de radiodiffusion. L’émetteur à arc subsiste en tant que poste de secours. Après 1923, seule la longueur d’onde de 19150 mètres (15,66 kHz) sera utilisée. L'alternateur est entraîné par deux moteurs à courant continu situés de part et d'autre. Ces moteurs sont alimentés par un groupe convertisseur de 1000 kW constitué par un moteur triphasé asynchrone alimenté en 2200 volts et une génératrice à courant continu qui délivre du 500 volts. L'ensemble est complété par un compensateur rotatif qui permet de régler le décalage de phase entre tension et courant au démarrage du moteur du groupe (cos phi). La masse tournante de l'alternateur haute fréquence est de 15 tonnes et tourne sur des paliers fluides alimentés en huile sous pression. L'alternateur tourne à une vitesse constante (2 620 tr/min) régulée par un régulateur Thury. Ce dispositif garantit une vitesse à 1/1000 près et une grande stabilité de la fréquence d'émission.
En 1937, des postes émetteurs ondes courtes à lampes sont installés. Sa puissance était de 50 kW sur la fréquence de 6802 kHz (indicatif FYM) et le second en 1938 avec 15 kW sur 17530 kHz (FYM2).

### La station pendant la seconde guerre mondiale
En 1940, les Allemands s'emparèrent des installations. La Kriegsmarine se rendit vite compte de l'utilité des ondes très longues pour communiquer avec les sous marins en plongée. La station fonctionnera jusqu’à sa destruction par les Allemands en 1944, à l'arrivée des alliés. Le dernier pylône sera abattu le 21 novembre 1953. Très peu de choses sont encore visibles aujourd'hui sur le site. Quatre bâtiments d’époque subsistent encore ainsi que les ruines de l’ancien atelier et du réfectoire.

## Anecdotes
- L'histoire retiendra aussi que c'est depuis le micro de Bordeaux-Lafayette, dont les studios étaient installés à Bordeaux, que Philippe Pétain diffusera son discours du 17 juin 1940, durant lequel on peut entendre : c'est le cœur serré que je vous dis qu'il faut cesser le combat... Le lendemain un autre discours, non moins célèbre, sera diffusé depuis le micro de la BBC.

- Après les années 1920, avec la mise au point de tubes d'émission de puissance, les émetteurs mécaniques seront mis au rebut ou finiront à la casse. Vers 1930, avec la découverte de la physique quantique, les physiciens auront besoin de puissants électroaimants pour réaliser des expériences de physique nucléaire. A l'université de Stanford en Californie par exemple le Dr Ernest Orlando Lawrence (Prix Nobel de physique en 1939) apprend que la Navy a conservé une paire d'anciens émetteurs à arc, frères de ceux de Bordeaux Lafayette. La Navy fera don au savant de ces machines vieilles de plus de 12 ans avec la satisfaction de s'être débarrassé d'engins encombrants et inutiles. Lawrence fera modifier le circuit magnétique et aménagera des dispositifs qui feront de cet ancien émetteur de télégraphie le premier cyclotron. D'autres machines encore existantes seront aussi récupérées par l'université de Columbia et seront modifiées pour réaliser des expériences nécessaire à la mise au point des bombes d'Hiroshima et Nagasaki dans le cadre du projet Manhattan.

## Autres
- Stèle en mémoire de la Stadio-Lafayette inaugurée en 2010, rue de la Cité à Marcheprime[2].